# P&G 팬틴 드라마 스페셜
P&G 팬틴 드라마 스페셜(일본어: P&Gパンテーンドラマスペシャル)는 BS후지에서 방송되는 드라마 시간대이다.

## 작품 목록
《미소 테라피》
《겨울 하늘에 달이 빛나는》
《소리없는 푸른 하늘》
《트루 러브》
《영원의 1.8초》
《카루타 코마치》
《첫사랑 크로니클》
《포르티시모~다시 만날 날을 위해~》